# Seznam slovenskih pesnikov
Seznam slovenskih pesnikov in pesnic.

## A
- Matic Ačko (* 1991)
- Špela Ačko
- Alja Adam (* 1976)
- Kozma Ahačič (* 1976)
- Damián Ahlin
- Fran Albreht (1889–1965)
- Ivan Albreht (1893–1955)
- Vera Albreht (1895–1971)
- Jakob Alešovec (1842–1901)
- Vid Ambrožič (1890–1961)
- Miha Andreaš (1762–1821)
- Mojca Andrej (* 1982)
- Milan Apih (1906–1992)
- Janez Arlič (1812–1879)
- Majda Arhnauer Subašič (* 1960)
- Majda Artač Sturman (* 1953)
- Anton Aškerc (1856–1912)
- Imre Augustič (1837–1879)
- Miha Avanzo (* 1949)

## B
- Esad Babačić (* 1965)
- Majda Babič (* 1970)
- Otto František Babler (1901–1984)
- Marina Bahovec (* 1946)
- Mihael Bakoš (1742–1804)
- France Balantič (1921–1943)
- Danijel Balažek (* 1980)
- Štefan Baler (1760–1835)
- Varja Balžalorsky Antić (* 1979)
- David Bandelj (* 1978)
- Robert Barbo Waxenstein (1889–1977)
- Mihael Barla (1778–1824)
- Tone Batagelj (1894–1974)
- Milena Batič (1930–2015)
- Milan Batista (1924–2010)
- Petra Bauman (* 1979)
- David Bedrač (* 1978)
- Joža Bekš (1883–1961)
- Anjuša Belehar (* 1986)
- Vinko Beličič (1913–1999)
- Danica Bem Gala (1922–2014)
- Lajos Bence (* 1956)
- Filibert Benedetič (1935–2005)
- Aleš Berger (* 1946)
- Ciril Bergles (1934–2013)
- Blaž Berke (1754–1821)
- Nejc Bernard (* 1970)
- Janez Bernik (1933–2016)
- Mihael Bertalanitš (1786–1853)
- Cvetka Bevc (* 1960)
- Grega Bevc Haš (1971–2003)
- France Bevk (1890–1970)
- Jiři Bezlaj (* 1949)
- Janez Bilc (1839–1906)
- Irena Birsa (1961–1991)
- Mario Birsa - Zvonimir (1897–1969)
- Nevin Birsa (1947–2003)
- Brane Bitenc (1962–2014)
- Vinko Bitenc (1895–1956)
- Gašper Bivšek (* 1984)
- Bojan Bizjak (* 1959)
- Jože Bizjak (1914–1995)
- Mateja Bizjak Petit (* 1969)
- Nina Bizjak (* 1994)
- Igor Bizjan (* 1958)
- Meta Blagšič (* 1979)
- Andrej Blatnik (* 1963)
- Marija Bocak Kalan (1926–2006)
- Nina Bohnec
- Berta Bojetu (1946–1997)
- Adam Bokany (?–1714)
- Borja Bolčina  (* 1976)
- Marcela Bole (1914–2006)
- Matej Bor (pravo ime Vladimir Pavšič) (1913–1993)
- Rado Bordon (1915–1992)
- Andreja Borin (* 1969)
- France Borko (1904–1956)
- Janez Borštnar (1919–1945)
- Blaž Božič (* 1991)
- Stane Bračko (1923–1945)
- Silva Brank (1938–2021)
- Marija Brenčič Jelen (1919–2000)
- Tomaž Brenk (1957–2004)
- Vida Brest (1925–1985)
- Danilo Breščak (1911–1960)
- Ivo Brnčić (1912–1943)
- Natalija Brumen (* 1974)
- Niko Brumen (* 1943)
- Andrej Brvar (* 1945)
- Matej Brvar
- Ivo Ivanovič Bučar (1856–1907)
- Andrej Budal (1889–1972)
- Elza Budau (* 1941)
- Mihael Bulovec (1862–1915)
- Štefka Bulovec (1901–1984)
- Stanko Bunc (1907–1969)

## C
- Oroslav Caf (1814–1874)
- Ivan Cankar (1876–1918)
- Andrej Capuder (1942–2018)
- Ludvik Ceglar (1917–1989)
- France Cegnar (1826–1892)
- Ines Cergol (* 1959)
- Janez Cigler (1792–1869)
- Milena Cigler (* 1949)
- Ivan Cimerman (* 1938)
- Fran Cimperman (1852–1873)
- Josip Cimperman (1847–1893)
- Jože Ciuha (1924–2015)
- Sekumady Conde (* 1980)
- Benvenut Crobath (1805–1880)
- Jože Cukale (1915–1999)
- Valentin Cundrič (* 1938)
- Miljana Cunta (* 1976)
- Aleš Cvek (1968–2015)

## Č
- Ivan Čampa (1914–1942)
- Janko Čar (1932–2017)
- Andrej Čebokli (1893–1923)
- Albin Čebular (1900–1952)
- Zvonko Čemažar (1927–2010)
- Anica Černej (1900–1944)
- Franc Černigoj (* 1948)
- Jožica Čertov (* 1960)
- Tone Čokan (1916–1942)
- Srečko Čož (* 1946)
- Ivan Črnič (* 1960)
- Primož Čučnik (* 1971)
- Valerija Čučnik (* 1963)
- Marjan Čufer (* 1954)
- Marij Čuk (* 1952)
- Monika Čuš

## D
- Aleš Debeljak (1961–2016)
- Anton Debeljak (1887–1952)
- Bine Debeljak
- Lukas Debeljak (* 1999)
- Milan Debeljak (* 1958)
- Tine Debeljak (1903–1989)
- Tine Debeljak ml. (1936–2013)
- Dane Debič (1917–2008)
- Milan Dekleva (* 1946)
- Ivan Delpin (1905–1993)
- Boštjan Dermol (* 1976)
- Marija Dernovšek Šprajcar (1905–1946)
- Karel Destovnik Kajuh (1922–1944)
- Andrej Detela (* 1949)
- Lev Detela (* 1939)
- Jure Detela (1951–1992)
- Feliks Dev (1732–1786)
- Veronika Dintinjana (* 1977)
- Ivan Dobnik (* 1960)
- Tihomila Dobravc (1920–2014)
- Patricija Dodič (* 1969)
- Tone Dodlek (* 1943)
- David Fortunat Doktorič (1887–1962)
- Jaro Dolar (1911–1999)
- Milan Dolinar
- Vincencij Dolinar (1925–1945)
- Franc Domicelj (1832–1855)
- Mihael Domjan (?–1737)
- Ivan Dornik (1892–1968)
- Krištof Dovjak (* 1967)
- Mitja Drab (* 1988)
- Nina Dragičević (* 1984)
- Ciril Drekonja (1896–1944)
- Miriam Drev (* 1957)
- Jože Dular (1915–2000)
- Mirjam Dular (* 1967)

## E
- Fran Eller (1873–1956)
- Marko Elsner Grošelj (* 1959)
- Tilen Epich (1888–1951)
- Anton Erjavec (1887–1910)

## F
- Pavel Fajdiga (* 1954)
- Adam Farkaš (1730–1786)
- Bogomil Fatur (1914–1990)
- Lea Fatur (1875–1943)
- Stefan Feinig (* 1987)
- Jože Felc (1941–2010)
- Aco Ferenc (* 1950)
- Janko Ferk (* 1958)
- Slavko Fidler (1928–2012)
- France Filipič (1919–2009)
- Klara Filipič (* 1988)
- Filip Fischer (* 1943)
- Neva Flajs
- Božidar Flegerič (1841–1907)
- Evald Flisar (* 1945)
- Janoš Flisar (1856–1947)
- Nino Flisar (* 1975)
- Štefan Flisar (* 1951)
- France Forstnerič (1933–2007)
- Julka Fortuna (1916–1999)
- Franjo Frančič (* 1958)
- Ivo Frbežar (1949–2025)
- Matej Frelih (1828–1892)
- Josip Freuensfeld (1861–1893)
- Ervin Fritz (* 1940)
- Angela Fujs (1937–2018)
- Anton Funtek (1862–1932)
- Cvetka Furlan (1923–?)
- Vesna Furlanič Valentinčič (1957–)

## G
- Lidija Gačnik Gombač (* 1961)
- Vladimir Gajšek (* 1946)
- Maja Gal Štromar (* 1969)
- Ana Gale (1909–1944)
- Engelbert Gangl (1873–1950)
- Evgen Gantar (* 1959)
- Roža Gantar (* 1937)
- Anica Gartner (1905–2003)
- Iztok Geister - Plamen (* 1945)
- Herman Germ (* 1931)
- Fran Gestrin (1865–1893)
- Alenka Glazer (1926–2020)
- Janko Glazer (1893–1975)
- Goran Gluvić (* 1957)
- Klemen Godec (* 1987)
- Matjaž Godina (1768–1835)
- Cvetko Golar (1879–1965)
- Manko Golar (1911–1988)
- Lidija Golc (* 1955)
- Sonja Golec Petelinšek (1929–2009)
- Pavel Golia (1887–1959)
- Alenka Goljevšček Kermauner (1933–2017)
- Andrej A. Golob (* 1958)
- Anja Golob (* 1976)
- Berta Golob (* 1932)
- Sara Nuša Golob Grabner (* 1994)
- Rudolf Golouh (1887–1982)
- Borut Gombač (* 1962)
- Katarina Gomboc Čeh (* 1993)
- Katja Gorečan (* 1989)
- Vojko Gorjan (1949–1975)
- Katja Gornik
- Jurij Grabrijan (1800–1882)
- Benjamin Gracer (* 1942)
- Bogdan Gradišnik (1946–2025)
- Alojz Gradnik (1882–1968)
- Niko Grafenauer (* 1940)
- Ivo Grahor (1902–1944)
- Simon Gregorčič (1844–1906)
- Pankracij Gregorc (1867–1920)
- Srečko Gregorc (1894–1972)
- Avgust Gregorič (* 1943)
- Barbara Gregorič Gorenc (* 1964)
- Davorin Grizold (1817–1871)
- Lojze Grozde (1923–1943)
- Dora Gruden (1900–1986)
- Dren Gruden
- Igo Gruden (1893–1948)
- Janko Gruden (1861–1888)
- Pavla Gruden (1921–2014)
- Alfonz Gspan (1904–1977)
- Andrej Gutman (1784–1850)
- Miroslav Gutman (* 1951)

## H
- Anton Haderlap (1930–2016)
- Katarina Haderlap (1904–1944)
- Lipe Haderlap (1849–1896)
- Maja Haderlap (* 1961)
- Martina Hafnar Gorjanc (* 1941)
- Fabjan Hafner (1966–2016)
- Gema Hafner (1919–1996)
- Matjaž Hanžek (* 1949)
- Sergej Harlamov (* 1989)
- Milka Hartman (1902–1997)
- Fany Hausmann (1818–1853)
- Bogdana Herman (* 1948)
- Matevž Hladnik (1806–1865)
- Danijela Hliš (* 1949)
- Karlo Hmeljak (* 1983)
- Andrej Hočevar (* 1980)
- Kristina Hočevar (* 1977)
- Branko Hofman (1929–1991)
- Emil Hojak (1888–1913)
- Metka Hojnik Verdev (* 1959)
- Mihaela Hojnik Barišič (1946–2008)
- Patrik Holz
- Andraš Horvat (18. stoletje–19. stoletje)
- Stanka Hrastelj (* 1975)
- Anton Hribar (1864–1953)
- Ivan Hribar (1851–1941)
- Ivan Hribovšek (1923–1945)
- Milica Hrobath (* 1944)
- Tibor Hrs Pandur (* 1985)
- Anita Hudl (1946–2012)
- Marko Hudnik (1931–2025)
- Frančišek Hudoklin (1863–1886)
- Jurij Hudolin (* 1973)
- Kajetan Hueber (1810–1870)
- Zdenko Huzjan (* 1948)
- Doro Hvalica (* 1940)
- Sabina Hvastija (* 1968)

## I
- Alojz Ihan (* 1961)
- Jožef Iskrač (1836–1900)
- Dragan Ignjić (* 1992)
- Bojan Iršič (* 1961)
- Miloš Ivančič (* 1948)

## J
- Jure Jakob (* 1977)
- Feruccio Jakomin (1930–1958)
- Pavle Jakop (* 1955)
- Darja Jakopič (* 1953)
- Marjan Jakopič (1923–1978)
- Gitica Jakopin (1928–1996)
- Gitica Jakopin (* 2003)
- Tatjana Jamnik (* 1976)
- Jože Janež (* 1958)
- Stanko Janežič (1920–2010)
- Gustav Januš (* 1939)
- Jurij Japelj (1744–1807)
- Miran Jarc (1900–1942)
- Vaclav Jarm (* 1962)
- Urban Jarnik (1784–1844)
- Simon Javornik
- Jože Javoršek (pravo ime Jože Brejc) (1920–1990)
- Jožef Jazbec (1913–1989)
- Branko Jeglič (1903–1920)
- Tonja Jelen (* 1988)
- Zdravko Jelinčič (1921–1997)
- Ivan Jenko (1853–1891)
- Simon Jenko (1835–1869)
- Damjan Jensterle (1941–2020)
- Jože Jensterle (1929–2023)
- Alenka Jensterle Doležal (* 1959)
- Vida Jeraj (1875–1932)
- Luka Jeran (1818–1896)
- Marjetka Jeršek (* 1961)
- Dimitrij Oton Jeruc (1916–1989)
- Dragotin Jesenko (1864–1902)
- Milan Jesih (* 1950)
- Iva Jevtić (* 1976)
- Klarisa Jovanović (* 1954)
- Alenka Jovanovski (* 1974)
- Slavko Jug (pravo ime Slavko Kočevar) (1934–1997)
- Edelman Jurinčič (* 1952)
- Janez Juvan (1936–2017)

## K
- Ivan (Jan) Kacin (1903–1960)
- Mila Kačič (1912–2000)
- Ludovika Kalan (1900–1983)
- Jure Kapun
- Borut Kardelj (1941–1971)
- Janoš Kardoš (1801–1873)
- Marika Kardoš (1919–1974)
- Štefan Kardoš (* 1966)
- Alma Maksimiljana Karlin (1889–1950)
- Vid Karlovšek(2000-?)
- Jože Kastelic (1913–2003)
- Miha Kastelic (1796–1868)
- Nataša Kastelic (1947–1991)
- Damjana Kenda Hussu
- Jožef Kenda (1859–1929)
- Marija Kenda (1898–1984)
- Igor Kenda (1972–2015)
- Aleš Kermauner (1946–1966)
- Rudi Kerševan (* 1941)
- Dragotin Kette (1876–1899)
- Karel Klančnik (ps. Jernej Roj) (1928–1988)
- Janez Klarič (1920–1942)
- Milan Kleč (* 1954)
- Jožef Klekl (1874–1948)
- Miha Klinar (1922–1983)
- Rudi Klinar (* 1944)
- Anton Klodič (1836–1914)
- Mile Klopčič (1905–1984)
- Katja Klun (* 1978)
- Majda Kne (* 1954)
- Darja Kniplič
- Pavel Knobl (1765–1830)
- Fran Kobal (1881–1937)
- Josip Kobal (1870–1888)
- Dejan Koban (* 1979)
- Alenka Kobolt (* 1951)
- Edvard Kocbek (1904–1981)
- Matjaž Kocbek (1946–2013)
- Štefan Kociančič (1818–1883)
- Gorazd Kocijančič (* 1964)
- Alojz Kocjančič (1913–1991)
- Cvetka Kocjančič (* 1949)
- Darja Kocjančič (* 1964)
- Karlo Kocjančič (1901–1970)
- Aleksandra Kocmut (* 1976)
- Kristina Kočan (* 1981)
- Marjanca Kočevar Colarič (* 1947)
- Slavko Kočevar (psevdonim Slavko Jug)
- Jiři Kočica (* 1966)
- Zdenko Kodrič (* 1949)
- Pavel Kogej (1927−2001)
- Agnes Kojc (* 1996)
- Andrej Kokot (1936–2012)
- Jana Kolarič (* 1954)
- Janez Kolenc (1922–2014)
- Petra Kolmančič (* 1974)
- Peter Kolšek (1951–2019)
- Darko Komac (* 1948)
- Miklavž Komelj (* 1973)
- Milček Komelj (* 1948)
- Viktor Konjar (1935–2017)
- Franc Kopač (* 1953)
- Tjaša Koprivec (* 1981/4?)
- Aljaž Koprivnikar (* 1987)
- Dragica Korade (1963–2019)
- Sonja Koranter (* 1948)
- Minka Korenčan (1920–2009)
- Gregor Koritnik (1886–1967)
- Ivan Korošec (1913–1942)
- Ivan Korošec (1924–2015)
- Petra Koršič
- Barbara Korun (* 1963)
- Jože Kos Sine (pravo ime Jože Kos Grabar) (* 1959)
- Vladimir Kos (1924–2022)
- Jovan Vesel Koseski (1798–1884)
- France Kosmač (1845–1864)
- France Kosmač  (1922–1974)
- Jurij Kosmač (1799–1872)
- Srečko Kosovel (1904–1926)
- Stano Kosovel (1895–1976)
- Marija Kostnapfel (* 1959)
- Peter Košak (1943–1993)
- Vinko Košak (1903–1942)
- Jakob Košar (1814–1846)
- Jožef Košič (1788–1867)
- Miroslav Košuta (* 1936)
- Milan Kotnik
- Mihael Kotsmar (1698–1750)
- Juri Kous (1776–1829)
- Tatjana Kovač (* 1950)
- Erik Kovačič (1921–1990)
- Jani Kovačič (* 1953)
- Jurij Kovič (* 1960)
- Kajetan Kovič (1931–2014)
- Barbara Kozak
- Primož Kozak (1929–1981)
- France Kozar (1904–1944)
- Štefan Kozel (17. stoletje–18. stoletje)
- Tina Kozin (* 1975)
- Kristian Koželj (* 1984)
- Matej Krajnc (* 1975)
- Marija Krajnik (* 1942)
- Lojze Krakar (1926–1995)
- Andrej Kralj (* 1977)
- Boris Kralj (1929–1995)
- Frančišek Kralj (1875–1958)
- Jaka Kralj
- Tomaž Kralj (1951–2000)
- Marijan Kramberger (1938–2015)
- Nataša Kramberger (* 1983)
- Taja Kramberger (* 1970)
- Urška Kramberger (* 1993)
- Naci Kranjec (1916–1945)
- Bistrica Kranjec Mirkulovska (* 1930)
- Marjetka Krapež (* 1966)
- Marko Kravos (* 1943)
- Frančišek Krek (1858–1921)
- Ivanka Kremžar (1878–1954)
- Maruša Krese (1947–2013)
- Jože Krivec (1916–1991)
- Jernej Križaj (1838–1890)
- Tomaž Križan († po 1661)
- Danica Križanič Müller (* 1950)
- Mirko Križman (1932–2014)
- Jan Krmelj (* 1995)
- Rade Krstić (1960–2018)
- Anton Kuchling (1903–1988)
- Špela Kuclar (* 1972)
- Julius Kugy (1858–1944)
- Boris Kuntner
- Tone Kuntner (* 1943)
- Martin Kuralt (1757–1854)
- Robert Kuret (* 1987)
- Jernej Kusterle (* 1987)
- Meta Kušar (* 1952)
- Janoš Kühar (1901–1987)
- Mikloš Küzmič (1737–1804)
- Oto Küzmič (* 1956)
- Štefan Küzmič (1723–1779)
- Ambrož Kvartič (* 1985)
- Slavko Kvas (1946–1995)
- Mateja Kvaternik Zupan

## L
- Feri Lainšček (* 1959)
- Franci Lakovič (1930–2022)
- Mara Lamut (1884–1970)
- Tamara Laris (* 1968)
- Pavla Leban (1913–1993)
- Leopold Legat (1925–1945)
- Mikloš Legen (17./18. stoletje)
- Ladislav Lesar (1939–2011)
- Tomaž Letnar (* 1963)
- Peter Levec (1923–1999)
- Jernej Levičnik (1808–1883)
- Jožef Levičnik (1826–1909)
- Zlatka Levstek (* 1944)
- Fran Levstik (1831–1887)
- Vladimir Levstik (1886–1957)
- Francka Ličen (1893–1956)
- Igor Likar (* 1953)
- Joža Likovič (1900–1970)
- Anton Tomaž Linhart (1756–1795)
- Vesna Liponik (* 1993)
- Dušan Lipovec (1952–2005)
- Katica Lipovec (1900–1977)
- Cvetka Lipuš (* 1966)
- Matija Lipužič (1888–1965)
- Fran Ločniškar (1885–1947)
- Tadeja Logar (* 1994)
- Teja Logar Morano (* 1963)
- France Lokar - Rado Kolar (1917–1994)
- Teodor Lorenčič
- Miha(el) Lotrič (1937–2023)
- Joža Lovrenčič (1890–1952)
- Jože J. Lovrenčič (1921–1992)
- Elizabeta Špela Lovšin (* 1946)
- Tom Ložar (* 1944)
- Dušan Ludvik (1914–2001)
- Blaž Lukan (* 1955)
- Agošt Peter Lutarič (1708–1751)
- Andrej Lutman (* 1961)

## M
- France Magajna (* 1957)
- Albin Magister (1926–?)
- Tomaž Mahkovic (* 1963)
- Rudolf Maister (1874–1934)
- Stanko Majcen (1888–1970)
- Urša Majcen (1998-?)
- Zvezdana Majhen (* 1950)
- Marija Makarovič (* 1930)
- Svetlana Makarovič (* 1939)
- Ana Makuc (* 1982)
- Igor Malahovsky (* 1945)
- Franc Malavašič (1818–1863)
- Ivan Malavašič (1927–2019)
- Tatjana Malec (1936–2007)
- Miroslav Malovrh (1861–1922)
- Valentin Mandelc (1837–1872)
- Marjeta Manfreda (Vakar) (* 1962)
- Oton Marc (* 1963)
- Franc Marič (1791–po 1844)
- Mojca Marinšek
- Milan Markelj (* 1946)
- Dušan Marolt
- Jurij Marussig (* 1966)
- Marko Matičetov (* 1984)
- Marijan Mauko (1935–2013)
- Neža Maurer (1930–2025)
- Karel Mauser (1918–1977)
- Blaž Mavrel (1896–1977)
- Franc Meden (1843–1872)
- Andrej Medved (* 1947)
- Anton Medved (1869–1910)
- Ksenija Medved (* 1968)
- Nina Medved (* 1989)
- Rudi Medved (* 1959)
- Aleš Medvešček (* 1964)
- Pavla Medvešček (1905–1974)
- Jožef Meglič (1855–1898)
- Vladimir Memon (1953–1980)
- Janez Menart (1929–2004)
- Janez Mencinger (1838–1912)
- Alojzij Merhar (ps. Silvin Sardenko) (1876–1942)
- Franc Merkač (* 1954)
- Milena Merlak Detela (1935–2006)
- Ace Mermolja (* 1951)
- Erna Meško (1911–1999)
- Darja Mihelj (* 1985)
- Marija Mijot (1902–1994)
- Katarina Miklav (1904–1944)
- Emil Miklavčič
- Jurij Miklavčič (1756–1829)
- Albert Miklavec (1928–1996)
- Nevenka Miklič (* 1982)
- Frane Milčinski - Ježek (1914–1988)
- Nana Milčinski (* 1977)
- Dragojila Milek (1850–1889)
- Jolka Milič (1926–2021)
- Ivan Minatti (1924–2012)
- Rudi Miškot (1922–2007)
- Iztok Mlakar (* 1961)
- Peter Mlakar (* 1951)
- Lucija Mlinarič (* 1991)
- Vinko Möderndorfer (* 1958)
- Štefan Modrinjak (1774–1827)
- Fran Mohorič (1866–1928)
- Milena Mohorič (1905–1972)
- Vida Mokrin Paurer (* 1961)
- Vojeslav Mole (1886–1973)
- Ivan Molek (1882–1962)
- Mary Molek (1909–1982)
- Jože Moškrič (1909–1943)
- Brane Mozetič (* 1958)
- Uroš Mozetič (1961–2016)
- Ludvik Mrzel (1904–1971)
- Anja Muck
- Kristijan Muck (* 1941)
- Maruša Mugerli Lavrenčič (* 1978)
- Francek Mukič (* 1952)
- Branko Murko (* 1948)
- Josip Murn - Aleksandrov (1879–1901)
- Erna Muser (1912–1991)
- Aleš Mustar (* 1968)

## N
- Martin Naglič (1748–1795)
- Bogdana Namestnik
- Ivan Nemec (1907–1976)
- Gabriel Nenčič
- Franjo Neubauer (1872–1945)
- Anton Novačan (1887–1951)
- Anja Novak (* 1991)
- Bojan Novak
- Boris A. Novak (* 1953)
- Cvetka Novak
- David Novak (18. stoletje)
- Franci Novak (* 1969)
- Jožef Novak (1896–1972)
- Jure Novak (* 1980)
- Milan Novak (* 1965)
- Stane Novak (1903–1956)
- Vilko Novak (1909–2003)
- Zvonko Novak (1882–1953)
- Novica Novaković (* 1965)
- Lili Novy (1885–1958)

## O
- Fanica Obid (por. Jelinčič) (1903–1940)
- Zlatka Obid (* 1951)
- Leon Oblak (* 1966)
- Pavel Oblak (1922–2018)
- Polde Oblak (1924–1993)
- Mart Ogen (1939–1998)
- Blaž Ogorevc (1951–2025)
- Janez Okorn (1901–1925)
- Jože Olaj (1939–2008)
- Anton Oliban (1824–1860)
- Ksenija Šoster Olmer (* 1961)
- France Onič (1901–1975)
- Mihael Opeka (1871–1938)
- Iztok Osojnik (* 1951)
- Nina Osredkar
- Josip Osti (1945–2021)
- Jani Oswald (* 1957)
- Vinko Ošlak (* 1947)
- Janez Ovsec (1922–1989)

## P
- Josip Pagliaruzzi (1859–1885)
- Božidar Pahor (1925–2003)
- Pavlina Pajk (1854–1901)
- Rado Palir
- France Papež (1924–1996)
- Gregor Papež (1961–)
- Štefan Pauli (1760–1829)
- Marko Pavček (1958–1979)
- Saša Pavček (* 1960)
- Tone Pavček (1928–2011)
- Avgust Pavel (1886–1946)
- Jožef Pavlič (* 1951)
- Milan Pavlovčič (1917–2011)
- Rudolf Pečjak (1891−1940)
- Mojca Pelcar Šarf (* 1977)
- Ana Pepelnik (* 1979)
- Katja Perat (* 1988)
- Ivan Perhaj (1933–2009)
- Vladimir Perhavec (1893–1964)
- Ela Peroci (1922–2001)
- Željko Perović
- Aleksander Peršolja (* 1944)
- Bruna Marija Pertot (* 1937)
- Luiza Pesjak (1828–1898)
- Milan Petek Levokov (* 1960)
- Ruža Lucija Petelin (1906–1974)
- Odon Peterka (1925–1945)
- Radivoj Peterlin-Petruška (1879–1938)
- Konrad Peternelj (1936–2000)
- Janez Petkoš (1947–2023)
- Karl Petrič (* 1964)
- Borut Petrovič Vernikov (* 1955)
- Rok Petrovič (1966–1993)
- Boštjan Petučnik
- Stane Pevec (1935–2025)
- Zoran Pevec (* 1955)
- France Pibernik (1928–2021)
- Mirko Pihler (1942–2014)
- Matjaž Pikalo (* 1963)
- Branko Pintarič (* 1967)
- Miha Pintarič (* 1963)
- Štefan Pinter (1831–1875)
- Andrej Pirnat (1817–1888)
- Jernej Pirnat (1832–1887)
- Bojan Pisk (1933–2008)
- Klemen Pisk (* 1973)
- Lado Piščanc (1914–1944)
- Anton Plesničar (1873–1918)
- Katja Plut (* 1979)
- Anton Podbevšek (1898–1981)
- Janez Podboj (1848–1910)
- Gregor Podlogar (* 1974)
- Josip Podmilšak (1845–1874)
- Katarina Podnar (* 1964)
- Barbara Pogačnik (* 1973)
- Bogdan Pogačnik? (1921–2005)
- Jožef Pogačnik (1671–1712)
- Jožef Pogačnik (1902–1980)
- Lovro Pogačnik (1880–1919)
- Valentin Polanšek (1928–1985)
- Tone Polda (1917–1945)
- Andraž Polič (* 1972)
- Ljudmila Poljanec (1874–1948)
- Denis Poniž (* 1948)
- Marcello Potocco (* 1974)
- Blaž Potočnik (1799–1872)
- Dragan Potočnik (* 1959)
- Jure Potokar (* 1956)
- Janez Povše (* 1941)
- Leopold Povše (1915–1997)
- Uroš Prah
- Blaž Prapotnik (* 1966)
- Andrej Praprotnik (1827–1895)
- Zoran Predin (* 1958)
- Aleksij Pregarc (* 1936)
- Ivan Pregelj (1883–1960)
- Tatjana Pregl Kobe (* 1946)
- Franček Prelog (1922–1943)
- Janez Premk (1939–2017)
- France Prešeren (1800–1849)
- Mirko Pretnar (1898–1962)
- Cveto Preželj (* 1947)
- Bert Pribac (1933–2020)
- Emil Pribac (1942–1963)
- Janez Primic (1785–1823)
- Anton Puc (1898–19??)
- Janez Pucelj (1890–1964)
- Milan Pugelj (1883–1929)
- Mira Puhar (* 1938)
- Marjan Pungartnik (* 1948)
- Jožef Pustai (1864–1934)
- Adolf Pušnik
- Jana Putrle Srdić (* 1975)

## Q
- Renato Quaglia (* 1941) (Rezija)

## R
- Meta Rainer (1904–1995)
- Karel Rakovec (1917–1988)
- Janez Ramoveš (* 1965)
- Maja Razboršek (* 1959)
- Tjaša Razdevšek
- Nežka Raztresen (1928–2013)
- Vesna Rečnik Šiško (* 1961)
- Radivoj Rehar (1894–1969)
- Magda Reja (* 1960)
- Izidor Rejc (* 1936)
- Vladimira Rejc (* 1970)
- Janez Remic (1921–1945)
- Štefan Remic (* 1953)
- Primož Repar (* 1967)
- Stanislava Chrobáková Repar (* 1960)
- Filip Jakob Repež (1706–1773)
- Ivan Resman (1848–1905)
- Peter Rezman (* 1956)
- Dragotin Ferdinand Ripšl (1820–1887)
- Ivan Rob (1908–1943)
- Rudi Robič (* 1923)
- Ivan Robida (1871–1941)
- Vinko Rode (* 1932)
- Tone Rode (* 1969)
- Fran Roš (1898–1976)
- Janko Rošelj
- Andrej Rot (* 1953)
- Braco Rotar (* 1942)
- Pavla Rovan (1908–1999)
- Andrej Rozman - Roza (* 1955)
- Božidar Rozman (* 1963)
- Branko Rozman (1925–2011)
- Gregor Rozman (* 1974)
- Zoran Rožič (* 1964)
- Branko Rudolf (1904–1987)
- Franček Rudolf (* 1944)
- Ivo I. Rudolf (1893–1962)
- Neva Rudolf (1934–2014)
- Vida Rudolf (1900–1993)
- Marija Rus (1921–2019)
- Miran Rustja (* 1957)
- Borut Rutar (* 1960)
- Dušan Rutar (* 1959)
- Walter Amigo Dragosavljević Rutar (* 1959)
- Ernest Ružič (1941–2020)
- Kantor-učitelj Ružič (18. stoletje)

## S
- Vid Sagadin Žigon (* 1972)
- Tatjana Sajovic (1924–1945)
- Jožef Sakovič (1874–1930)
- Zora Saksida (1921–2012)
- Ivan Salasegi (deloval ok. 1600)
- Janko Samec (1886–1945)
- Marko Samec (* 1980)
- Smiljan Samec (1912–1995)
- Maksa Samsa (1904–1971)
- René Sansoni (* 1985)
- Bojan Sedmak (* 1958)
- Krizostom Sekovanič (1895–1972)
- Anton Seliškar (1897–1964)
- Boštjan Seliškar (1962–1983)
- Mojca Seliškar (* 1947)
- Tone Seliškar (1900–1969)
- Peter Semolič (* 1967)
- Brane Senegačnik (* 1966)
- Majda Senica Vujanovič
- Zdenka Serajnik (1911–2003)
- Špela Setničar
- Mihael Sever Vanečaj (1699–1750)
- Valentin Sever (1903–1945)
- Albert Franc Sič (1865–1949)
- Franc Siezenheim (1658–1714)
- Štefan Sijarto (1765–1833)
- Radoslav Silvester (1841–1923)
- Samo Simčič (* 1946)
- Zorko Simčič (* 1921)
- Jan Simončič (1992–2019)
- Robert Simonič (*1966)
- Robert Simonišek (* 1977)
- Barbara Simoniti (* 1963)
- Muanis Sinanović (* 1989)
- Dora Sirk (poročena Obljubek) (1903–1999)
- Ivan Sivec (* 1949)
- Zdenko Skalicky (1903–1933)
- Selma Skenderović (* 2001)
- Milan Skledar (* 1962)
- Terezina Skočir (1905–1995)
- Stanislava Skvarča (1848–1917)
- Miroslav Slana - Miros (1939–2019)
- France Slokan (1906–1998)
- Anton Martin Slomšek (1800–1862)
- Jožef Smej (1922–2020)
- Jožef Smodiš (17. stoletje–18. stoletje)
- Štefan Smodiš (1758–1799)
- Bogo Smolej (1919–1999)
- Andrej Smrekar (1868–1913)
- Zlatko Smrekar (1965–2011)
- Jože Snoj (1934–2021)
- Vid Snoj (* 1965)
- France Sodja (1914–2007)
- Tatjana Soldo (1962–1992)
- Maks Sorgo (1918–1944)
- Ivko Spetič Magajna
- Vesna Spreitzer (* 1975)
- Dominik Srienc (* 1984)
- Leopold Stanek (1908–1970)
- Valentin Stanič (1774–1847)
- Jernej Stante (1900–1966)
- Karel Starc (1920–1944)
- Erna Starovasnik (1919–1977)
- Jožef Stefan (1835–1893)
- Lucija Stepančič (* 1969)
- Matej Stergar (1844–1926)
- Rudi Stopar (* 1939)
- Jakob Strašek (1796–1830)
- Milenko Strašek (* 1945)
- Janez Strehovec (* 1950)
- Vladislav Stres (* 1958)
- Josip Stritar (1836–1923)
- Vanja Strle (* 1960)
- Gregor Strniša (1929–1987)
- Gustav Strniša (1887–1970)
- Marjan Strojan (* 1949)
- Ivo Stropnik (* 1966)
- Ahacij Stržinar (1676–1741)
- Lucija Stupica (* 1971)
- Luka Svetec (1826–1921)
- Mihael Svetec
- Ana Svetel (* 1990)
- Ivo Svetina (* 1948)
- Magdalena Svetina Terčon (* 1968)
- Frančišek Svetličič (1814–1881)
- Sándor Szúnyogh (1942–1998)

## Š
- Janoš Šadl
- Goran Šalamon
- Magda Šalamon (* 1962)
- Tomaž Šalamun (1941–2014)
- Matjaž Šalej (* 1965)
- Franc Šali (* 1941)
- Severin Šali (1911–1992)
- Ivan Dragotin Šamperl (1815–1836)
- Dragan Šanda (1881–1963)
- Janko Šanda (1870–1927)
- Mitja Šarabon (1922–1987)
- Dušan Šarotar (* 1968)
- Vlado Šav (1945–2008)
- Slavica Šavli
- Franc Šbül (1825–1864)
- Vanda Šega (* 1959)
- Franc Serafin Šegula (1860–1938)
- Milan Šelj (* 1960)
- Marjan Šenet (* 1973)
- Anton Šerf (1798–1882)
- Jože Šerjak (1918–1945)
- Tone Šifrer (1911–1942)
- Ivan Vanek Šiftar (1919–1999)
- Miha Šimac (* 1981)
- Črtomir Šinkovec (pravo ime Adolf Šinkovec) (1914–1983)
- Albert Širok (1895–1985)
- Karel Širok (1889–1942)
- Martin Škafar - Barjanski (1968–2020)
- Ada Škerl (1924–2009)
- Denis Škofič (* 1985)
- Marica Škorjanec (* 1934)
- Adolf Škrjanc (* 1923)
- Tone Škrjanec (* 1953)
- Dimitrij Škrk (* 1951)
- Jan Šmarčan (* 1979)
- Jože Šmit (1922–2004)
- Makso Šnuderl (1895–1979)
- Branko Šömen (* 1936)
- Ivo Šorli (1877–1958)
- Ljubka Šorli (1910–1993)
- Veronika Šoster (* 1992)
- Milena Šoukal (1922–2018)
- Sara Špelec (* 1985)
- Katja Špur (1908–1991)
- Bina Štampe Žmavc (* 1951)
- Franček Štabuc (1919–1944)
- Marijan Štancar - Monos (1941–2008)
- Milan Štante (1930–1999)
- Aleš Šteger (* 1973)
- Artur Štern (* 1965)
- Nelda Štok Vojska (* 1943)
- Jože Štucin (* 1955)
- Tomaž Šturm (* 1975)
- Jakob Šubic
- Kristina Šuler (1866–1959)
- Adam Šuligoj (* 1978)
- Ančka Šumenjak (1922–2018)
- Andrej Šuster (1768–1825)
- Marija Švajncer (* 1949)
- Nadja Švara (*1967)

## T
- Aleš Tacer (* 1958)
- Franc Talanji (1883–1959)
- Anton Tanc (1887–1947)
- Frank S. Tauchar (1886–1945)
- Veno Taufer (1933–2023)
- Vida Taufer (1903–1966)
- Mara Tavčar (1882–1953)
- Zora Tavčar (* 1928)
- Marjan Telatko (1911–1960)
- Janoš Terboč (~1591–1650~)
- David Terčon (* 1960)
- Aleksander Terplan (1816–1848)
- Jernej Terseglav
- Kaja Teržan (* 1983)
- Ernest Tiran (1899–1966)
- Alja Tkačev(a) (1934–1991)
- Lovro Toman (1827–1870)
- Janez Tominec (1914–1980)
- Andrej Tomažin (* 1988)
- Jaka Tomc (* 1980)
- Bernard Tomšič (1811–1856)
- Emanuel Tomšič (1824–1881)
- Jakob Tomšič (1897–1994)
- Jela Tomšič (19. stol.)
- Jožef Tomšič (1699–1742)
- Matilda Tomšič Sebenikar (1847–1933)
- Edo Torkar (* 1952)
- Igor Torkar (1913–2004)
- Bogomil Trampuž Bratina (1908–1974)
- Ana Trebežnik (* 197#?)
- Ivan Trinko (1863–1954)
- Andrej Trobentar (* 1951)
- Smiljan Trobiš (* 1956)
- Franja Trojanšek (1867–1935)
- Francka Tronkar
- Ivan Tul (1877–1959)
- Karel Turner (* 1963)
- Jovan Anton Turkuš (1849–po 1912?)
- Metod Turnšek
- Aleksandra (Sanda) Turšič (* 1940)
- Leopold Turšič (1883–1927)
- Josipina Turnograjska (1833–1854)

## U
- Aleš Učakar (* 1968)
- Jože Udovič (1912–1986)
- Vojteh Ullrich (1862–1881)
- Jože Urbanija (1886–1955)
- Aleš Ušeničnik (1868–1952)

## V
- Fran Valenčič (1878–1916)
- Bazilij Valentin (1924–1997)
- Matija Valjavec (1831–1897)
- Glorjana Veber (1981)
- Saša Vegri (1934–2010)
- Nataša Velikonja (* 1967)
- Ivan Vesel – Vesnin (1840–1900)
- Maja Vidmar (* 1961)
- Tit Vidmar (1929–1999)
- Danilo Viher (1912–1971)
- Milan Vincetič (1957–2017)
- Cene Vipotnik (1914–1972)
- Janez Virant (* 1961)
- Jani Virk (* 1962)
- Jožef Virk (1810–1880)
- Rafko Vodeb (1922–2002)
- Anton Vodnik (1901–1965)
- France Vodnik (1903–1986)
- Valentin Vodnik (1758–1819)
- Jurij Vodovnik (1791–1858)
- Božo Vodušek (1905–1978)
- Herman Vogel (1941–1989)
- Silvester Vogrinec (* 1963)
- Ivan Volarič - Feo (1948–2010)
- Jože Volarič (1932–2012)
- Tinka Volarič (* 1980)
- Zlata Volarič (1930–2008)
- Jakob Voljč (1878–1900)
- Renato Volker Rene (* 1963)
- Leopold Volkmer (1741–1816)
- Uroš Vošnjak (* 1956)
- Sonja Votolen (* 1956)
- Erika Vouk (* 1941)
- Joža Vovk (1911–1957)
- Toni Vovk (1951–2004)
- Tomaž Vrabič (* 1954)
- Stanko Vraz (1810–1851)
- Franc Vrbnjak (1792–?)
- Tomislav Vrečar (* 1976)
- Jure Vuga (* 1983)
- Stanko Vuk (1912–1944)
- France Vurnik (1933–2023)

## W
- Borivoj Wudler (1932–1981)

## Z
- Franci Zagoričnik (1933–1997)
- Ifigenija Zagoričnik Simonović (* 1953)
- Cvetko Zagorski (1916–2006)
- Klavdija Zbičajnik Plevnik (* 1972)
- Dane Zajc (1929–2005)
- Neža Zajc (* 1979)
- Srečo Zajc (* 1954)
- Zlatko Zajc (* 1951)
- Fran Zakrajšek (1835–1903)
- Kazimir Zakrajšek (1878–1958)
- Slavko Zaviršek (* 1948)
- Rok Zavrtanik
- Jožef Zazula (1870–1944)
- Fran Zbašnik (1855–1935)
- France Zbašnik (1897–1918)
- Matija Zemljič (1873–1934)
- Pavle Zidar (1932–1992)
- Jožef Zizenčeli (1658–1714)
- Ciril Zlobec (1925–2018)
- Jaša Zlobec (1951–2011)
- Ksenija Zmagaj (* 1961)
- Janž Znojilšek (1568–1659)
- Ivan Zoran (1935–1999)
- Fran Zore
- Stanislav Zore (* 1958)
- Franc Saleški Zorko (1873–1941)
- Irena Zorko Novak (* 1954)
- Lučka Zorko (* 1981)
- Blaž Zorman
- Ivan Zorman (1889–1957)
- Ludvik Zorzut (1892–1977)
- Alojzija Zupan Sosič (* 1964)
- Jakob Zupan (1785–1852)
- John Zupan (1875–1950)
- Tomo Zupan (1839–1937)
- Uroš Zupan (* 1963)
- Vitomil Zupan (1914–1987)
- Brane Zupanc (* 1950)
- Janez Anton Zupančič (1785–1833)
- Katka Zupančič (1889–1967)
- Lara Zupančič (* 1992)
- Mirko Zupančič (1925–2014)
- Vincenc Zusner (1804–1874)

## Ž
- Lojze Jože Žabkar (1910–1983)
- Cilka Žagar (* 1939)
- Janez Žagar (1903–1972)
- Anton Žakelj-Rodoljub Ledinski (1816–1868)
- Jaka Železnikar (* 1971)
- Dušan Željeznov (1927–1995)
- Anica Žemlja (r. Omejc) (1875–1922)
- Jožef Žemlja (1805–1843)
- Aldo Žerjal (* 1957)
- Irena Žerjal (1940–2018)
- Vita Žerjal Pavlin (* 1963)
- Marko Žerovnik (* 1932)
- Fran Žgur (1876–1939)
- Andrej Žigon–Aleluja (1952–2003)
- Joka Žigon (1899–1983)
- Vinko Žitnik (1903–1980)
- Andrej Žnidarčič (1835–1913)
- Asta Žnidaršič (1916–2006)
- Benjamin Žnidaršič (* 1959)
- Marička Žnidaršič (1914–1986)
- Jože Žohar (1945–2018)
- Oton Župančič (1878–1949)
- Janoš Županek (1861–1951)
- Mihael Županek (1830–1898/1905?)
- Vilmoš Županek (1897–1978)
- Jernej Županič (* 1982)
- Angela Žužek (1902–1970)
- Branko Žužek (1921–2001)